# تشاه تلخة
تشاه تلخة (بالإنجليزية: Chah Talekh)‏ هي مستوطنة تقع في قسم آذري الريفي (مقاطعة إسفراين) في إيران. يقدر عدد سكانها بـ 36 نسمة .